# 朝やけの少女
「朝やけの少女」（原題： The Most Beautiful Girl）は、カントリー歌手のチャーリー・リッチが1973年に発表した楽曲。

## 概要
本作品は、共作者のひとりビリー・シェリルが1968年に録音した「Hey Mister」を作り直したものである。ロリー・バーク、ビリー・シェリル、ノリス・ウィルソンの3人によって書かれた。
1973年9月、シングルA面曲として発表される。B面は「I Feel Like Goin' Home」。同じ頃発売されたアルバム『Behind Closed Doors』に収録されている。
同年12月15日から12月22日にかけてビルボード・Hot 100で1位を獲得。また、ビルボードのカントリー・チャート、アダルト・コンテンポラリー・チャートでそれぞれ1位を獲得し、ゴールドディスクに輝いた。
エンゲルベルト・フンパーディンク、スリム・ウィットマン、ボビー・ヴィントン、アイズレー・ブラザーズ、アンディ・ウィリアムスらがカバーを行っている。そのほか、ABBAのメンバーのアンニ＝フリッド・リングスタッドがスウェーデン語でカバーしたバージョンもある。